# Альбрехт III (граф Тироля)
А́льбрехт III (нем. Albrecht III.; ум. 22 июля 1253) — граф Тироля с 1190/1202 года, сын графа Тироля Альбрехта II от брака с Агнес фон Ванген, дочерью Альберо I фон Ванген. Последний представитель Тирольской династии по мужской линии.

## Биография
Альбрехт III был сыном Генриха I, графа Тирольского. После смерти отца в 1190 году Альбрехт унаследовал графский титул и земли, занимавшие в то время лишь небольшую часть будущего Тироля. Самостоятельно он стал править с 1202 года.
В 1216 году Альбрехт получил должность викария епископа Бриксена, что передало под контроль тирольского графства обширные владения епископа в Альпийском регионе. Однако вскоре Альбрехт сблизился с герцогами Меранскими, владеющими практически всем Северным Тиролем, включая Инсбрук — единственный относительно крупный тирольский город. Союз графов Тироля и герцогов Меранских был обращён против власти церковных феодалов в регионе и претензий Баварии на господство в Альпах. Кроме того, в 1230-х годах Альбрехт заключил династический союз с графами Гориции, выдав свою старшую дочь за Мейнхарда III Горицкого.
В 1248 году, после смерти Оттона II, последнего герцога Меранского, Альбрехт III унаследовал владения Андексов в Тироле вместе с Инсбруком. Это резко усилило влияние Тирольского графства, которое теперь стало крупнейшим княжеством региона.
Альбрехт III не имел сыновей и после его смерти в 1253 году графом Тироля стал его зять Мейнхард Горицкий (часть северотирольских ленов получил также муж младшей дочери Альбрехта IV Гебхард VII Хиршберг).

## Брак и дети
Жена: Ута фон Фронтенхаузен (ум. 1254), дочь Генриха III, графа фон Фронтенхаузена, и Адельгейды. Дети:
- Адельгейда (ум. 26 мая 1275/1279), наследница Тироля; муж: Мейнхард III (I) (ум. 20 января 1258), граф Горицы (под именем Мейнхард III) с ок. 1231, граф Тироля (под именем Мейнхард I) с 1253.
- Елизавета (ум. 10 октября 1256); 1-й муж: с 1234 Оттон III (ум. 19 июня 1248), пфальцграф Бургундии (под именем Оттон III) с 1231, герцог Меранский (под именем Оттон II) с 1234; 2-й муж: Гебхард IV (ум. 27 февраля 1275), граф фон Хиршберг.